# 純水
純水（じゅんすい）とは、不純物を含まないかほとんど含まない、純度の高い水のことである。物理学的・化学的性質については水の性質も参照。

## 概要
例えば、一般的な水道水の中に存在する不純物としては、以下が挙げられる。
- 塩類、例えばカルシウムや炭酸ガスなど、主にイオンの状態で溶解しているもの。
- 残留塩素、日本の水道水では殺菌のために塩素が給水栓の時点で必ず存在する様、水道法で定められており、必ずしも不純物とは呼べないが、純水を造る際には「取り除くべき対象」となる。
- 溶解性でない微粒子、例えば微細な砂など
- 有機物、例えば微生物の残骸など
- 電解しないガス、例えば酸素ガスや窒素ガスなど

純水は、これらのうち主に塩類や残留塩素がほとんどすべて除去された状態を指し、不純物を取り除く方法によりそれぞれRO水（逆浸透膜を通した水のこと）、脱イオン水（イオン交換樹脂などによりイオンを除去した水のこと）、蒸留水（蒸留器で蒸留した水のこと）などと呼ばれる。水道水レベルの水を単にフィルターなどで濾過、または活性炭を通しただけでは純水とは呼べない。
一方、カルシウムやマグネシウムのようなミネラル分も一切含まないことから、ミネラルの補給という効果は得られない。
尚、日本薬局方に定められている「精製水」も純水の一種である。

## 主な用途
- 水は、水素原子・酸素原子・水素原子の順番で連なった化合物である。水素と酸素の電気陰性度には有意な差があるため、酸素原子付近に電子が集まりやすい。更に、酸素が孤立電子対を持つため、その分子構造は「く」の字型になる。この2つの要因のため、水分子は大きな極性を持つ。水分子は、この高い極性により、同じく高極性の分子を容易に溶かし込むことができる。また、溶解度こそ低いものの、低極性の分子も溶かすことができる。さらに、水に不溶な物質であっても、懸濁液状態で水に混ざることがある。特に、帯電した微粒子などは、長時間静置しても沈殿しにくく、懸濁状態を維持する。水には以上のような性質があるために、何らかの操作をして純度を上げない限り、たとえ無色透明に見える湧水や地下水なども、相当量の不純物を含んでいるし、一般的な水道水も同様である。このために、例えば水道水を洗浄に使おうとすると、微量の不純物が洗浄対象物に付着して残ったり、水が蒸発する際に不純物が析出して水垢（みずあか、ウォーターマークとも呼ばれる）を生じたり、不純物が洗剤（界面活性剤など）の働きを妨げたりする。こうした現象を嫌う、化学工業や機械工業用の機器などの洗浄や、化学や生物学関係の実験、実験器具の洗浄などには、不純物量を低減した純水を用いることが必要となる。
- 半導体などの電子部品や電子回路の基板、液晶パネルに使うガラスなどの製造においては、極微量の不純物が残っていても製品の品質に重大な影響を及ぼす。このため、通常の純水の純度では足りず、純度を更に上げた超純水を用いる。純水はその原料とされる。
- 食品や飲料、更には医薬品や日用品を工業的に作る場合においても、水道水や河川水、井戸水などに残っている不純物はその量が一定しない。このため、これをそのまま用いると品質のばらつきや化学的性質の不安定化などの問題を引き起こす事がある。そこで純水を用いておけば、こうした問題を未然に防ぐことができる。
- ボイラーや加湿器、更には微細なノズルなど、水の温度が変化したり、蒸発が生じたりする用途では、水に不純物が含まれると、水垢が生じて配管を閉塞したり、伝熱を妨げたりするなど重大な障害を引き起こすため、純水が用いられることが多い。
- 鉛蓄電池の電解液に、不純物の入った水を用いると、その電極の表面に不純物が析出して電流の発生を妨げるため、原材料としてはもとより、蒸発や電気分解で失われる水を補う場合にも、純水が必須である。
- コンタクトレンズの洗浄液として、水道水では塩素が残っているため、メンテナンスのためにも純水が必要である。
- 航空機が海や湖などの水面に墜落し、搭載されていたブラックボックスが回収された際の洗浄に純水が使用される。更に純水を張ったクーラーボックスにブラックボックスを沈めた状態でラボに送られる。何れも墜落当時の状況を知る上で最重要となる証拠が記録されたブラックボックスを錆から守る為の処置である。

## 純水の製造法
上述の通り水は良溶媒であるが、高純度の水を得ようとする時にはこの性質が妨げとなる。実際の純水では使用目的にとって障害とならない程度の不純物が残留することを容認し、設備費と運営費が低く信頼性の高い方法（または複数の方式を組み合わせて）が選択される。
純水を造るには錬金術の時代から長らく複式蒸留が唯一の手段だったが、イオン交換樹脂や逆浸透膜の普及により、安価に大量の純水を得られるようになった。例えば実験室でよく使われる純水製造装置では、
フィルター - 活性炭 - イオン交換樹脂 - 石英ガラス蒸留器（蒸留器を中段に置くものもある）
のフローが主流であったが、最近ではイオン交換樹脂や蒸留器の代わりに、EDI（電気再生式イオン交換装置、イオン交換膜とイオン交換樹脂を組み合わせて外から電位差を与え、イオンを濃縮させて分離する方式）や逆浸透膜が普及してきている。
各構成要素の特徴を以下にまとめる。
- 蒸留器を用いて蒸留する方法は、最も古くから存在する製造法であり、性能も良い。しかし水を沸騰させるには多大なエネルギーが必要で、さらに連続運転が難しいために製造コストが高い。また供給した水の一部を不純物が濃縮された排水として捨てる必要がある。現在では、医療用や研究施設の小規模装置に採用されるに過ぎない。
- イオン交換樹脂を用いてイオン交換する方法は、供給した水のほぼ全量を純水として採水できる。平均イオン除去率は99%程度。多段化することで、いわゆる理論的に可能な高除去率の純水製造装置を作ることができる。しかしイオン交換樹脂はいつまでも使用し続けられるわけではなく、塩酸や水酸化ナトリウムといった薬品を使ってイオン交換樹脂を再生(イオンの置換)することが必要であり、またイオン以外の不純物を取り除く能力が低い。浮遊物質や有機物、残留塩素が存在すると、総合的な性能低下が著しくなるので、後述する前処理が必要となる場合がある。
- EDI（電気再生式イオン交換装置）を用いた方法は、薬品が不要であり、長時間の連続運転も容易なので運転コストが最も安い。しかし常に直流電源を必要とする上に、イオンが濃縮された排水が出るし、イオン以外の不純物を取り除く能力が低い。イオン交換法同様、十分な前処理が必要である。
- 逆浸透膜を用いた方法は、イオンだけでなく、水に不溶の微粒子や有機物も除去できる。しかし、一部のイオン（特にホウ素などイオンの半径の小さいもの）の除去が苦手で、50%前後の除去率である。また、溶存ガスの除去も困難である。更に、これらの物質は事前に活性炭処理やイオン交換処理、脱気処理などを行うことで処理することができる。水温に関しては、水の粘度の影響で、1K低下で2～3%処理水量が減少するので、水温変化の大きい原水の場合は加熱装置が必要となる。したがって、多くの逆浸透膜のシステムでは他の処理と組み合わせて利用されている。逆浸透膜法は、膜界面のイオンが溶解度を超え析出してくるため、一般に全量処理が困難である。したがって、膜界面の濃縮水を一部排水するクロスフローを取る。濃縮水をどこまで減少させられるかの指標は、一般的にはシリカである。シリカの原水含有量が少なければ濃縮水を少なくできるが、シリカが多い場合膜界面にシリカスケールを生成させ、膜が目詰まりする危険がある。必要に応じてリン酸系シリカ分散剤により回避できる場合もある。逆浸透膜単段では、平均イオン除去率が90～95%(電気伝導率規準)であり、ボイラー給水や半導体製造用水では、更にイオンを除去する必要があるため、イオン交換法やEDI法を後段処理に設けることが一般的であるが、逆浸透膜装置を多段化することで、イオン交換法と同等レベルの性能を持つ装置の採用例もある。膜への供給圧力を下げてもイオン除去率が維持できる膜の研究も進んでおり、各メーカーでコンパクト型装置も発売されており、純水製造の主たる位置を占めつつある。
- 活性炭を用いた方法は、水に不溶の微粒子や有機物、残留塩素の除去が可能で、供給した水のほぼ全量を採水できる。しかし、イオンは殆ど除去できず、浮遊物質は活性炭表面の微細な穴（マイクロポアー）を閉塞してしまうと有機物や残留塩素を除去できなくなるため、頻繁な活性炭の交換もしくは前処理が必要である。前述したイオン交換法や逆浸透膜法の前処理として採用される。
- フィルターを用いた方法は、水に不溶の粒子を安価に（フィルターに通すだけで）除去できる。しかし、その他のものは殆ど除去できず、またフィルターの頻繁な交換が必要である。前述したイオン交換法や逆浸透膜法の前処理として採用される。また、半導体製造や医薬用水製造向けでは、限外濾過(UF)を最終的な微粒子や大分子の有機物の除去に使用されることが多い。

次に、工業用の純水製造装置として代表的なフローの例を以下に示す。
1. 水道水 - フィルター - 活性炭 - イオン交換樹脂。特に大規模な装置の場合は、空気中の炭酸ガスによるイオン交換を最小限とするため、イオン交換樹脂を複数に分け、間に脱炭酸ガス装置或いは脱気装置を入れる場合が多い。
2. 水道水 - フィルター - 活性炭 - 逆浸透膜－脱炭酸ガス装置－EDI

1.は、2.に比べて設備費が安価で、供給した水の殆どを純水として取り出せるが、イオン交換樹脂について時々採水を止めて薬品を使って再生を行うか、交換することが必要である（純水器の項を参照）。一方2.は、設備費が高く不純物が濃縮された排水が出続けるが、再生などで装置を止めることなく連続で採水でき、薬品が不要でメンテナンスも少なくて済むメリットがある。

## 純度指標
純水の純度は多くの場合、不純物のイオン量で示されるが、不特定のイオンを化学分析で定量することは実際的ではないため、連続測定が容易な比抵抗（比電気抵抗）や導電率、蒸発残留物で評価される。
導電率は比電気抵抗の逆数で、10(MΩ･cm) = 1/10(μS/cm)。

水は極くわずかの部分が水素イオンと水酸化物イオンに電離する（自己解離）為、純粋な水にも必ずイオンが存在し（水のイオン積：10-14）、完全に純粋な水の理論値は、25℃で18.24MΩ・cm = 0.0548μS/cm である。
利用目的にもよるが、1～10MΩ･cm = 1.0～0.1μS/cm の範囲を純水と呼ぶ場合が多く、より純度の高いものは超純水と呼ばれる。なお、軟水が多い日本の平均的な水道水では、100～200μS/cm である。
蒸発残留物に明確な基準はないが、一般的には20ppm以下のものが純水と呼ばれる。